# جشنواره بین‌المللی فیلم اودسا
جشنواره بین‌المللی فیلم اودسا (اوکراینی: Одéський міжнарóдний кінофестива́ль) یک جشنواره سالانه فیلم در وسط ماه ژوئیه است که در اودسا، اوکراین برگزار می‌شود. این فستیوال برای اولین بار در ۱۶ تا ۲۴ ژوئیه ۲۰۱۰ برگزار شد.
از سال ۲۰۱۶ برنامه جشنواره شامل سه بخش رقابت بین‌المللی، رقابت ملی و رقابت مستند اروپایی شد.
هیئت داوران بین‌المللی جوایزی در بخش‌های بهترین فیلم، بهترین بازیگر و بهترین کارگردان را به برندگان اعطا می‌نمایند.